# کریستف ادالن
کریستف ادالن (فرانسوی: Christophe Edaleine‎؛ زادهٔ ۱ نوامبر ۱۹۷۹) دوچرخه‌سوار اهل فرانسه است.